# Anders Antonsen
Anders Antonsen, född den 27 april 1997, är en dansk badmintonspelare.

## Karriär
Anders Antonsen tog VM-brons i herrsingel såväl 2021 som 2023 och EM-guld åren 2021 och 2024.